# Skellefteå (Gemeinde)
Koordinaten: 64° 45′ N, 20° 57′ O

Skellefteå ist eine Gemeinde (schwedisch kommun) in der schwedischen Provinz Västerbottens län und der historischen Provinz Västerbotten. Der Hauptort der Gemeinde ist Skellefteå.
Weitere Ortschaften sind Bergsbyn, Boliden, Bureå, Burträsk, Byske, Drängsmark, Ersmark, Jörn, Klutmark, Kusmark, Kåge, Lövånger, Medle, Ostvik, Skelleftehamn, Ursviken, Örviken und weitere. Durch die Gemeinde führen die Europastraße E04 sowie die Reichsstraße 95 und die Regionalstraße 364.

## Geographie
Die Gemeinde erstreckt sich etwa 110 Kilometer entlang der Ostseeküste und bis zu 80 Kilometer ins Landesinnere. Die Gemeinde wird geteilt durch den Skellefte älv, der bei Skellefteå in den Bottnischen Meerbusen mündet. In der Gemeinde liegt das Skelleftefeld aus vulkanischen Gesteinen, die Gold, Silber und Kupfer enthalten. Im Norden wird die Gemeinde vom Byskeälven durchflossen.

## Wirtschaft
Die Gemeinde ist eine traditionelle Bergbau- und Industriegemeinde. Obwohl das ursprüngliche Bergwerk Boliden geschlossen wurde, gibt es im Gebiet um Boliden vier weitere Gruben, in denen Zink, Kupfer, Gold und Blei gefördert werden. Sie gehören dem Unternehmen Boliden AB, das in Rönnskär auch ein Schmelzwerk betreibt. Weitere Industrieorte sind der Hauptort Skellefteå, Bygdsiljum, Skega und Ersmark. In Skelleftehamn befindet sich ein größerer Exporthafen.

## Politik
Die Wahl zum Gemeindeparlament am 17. September 2006 ergab folgendes Ergebnis. In Klammern jeweils die Ergebnisse von 2002.
| Partei                   | Stimmen       | Prozent       | Mandate |
| Moderata Samlingspartiet | 3196 (2430)   | 7,07 (5,47)   | 4 (4)   |
| Centerpartiet            | 4252 (4357)   | 9,41 (9,81)   | 6 (6)   |
| Folkpartiet liberalerna  | 5403 (6738)   | 11,95 (15,18) | 8 (10)  |
| Kristdemokraterna        | 3128 (3317)   | 6,92 (7,47)   | 4 (5)   |
| Socialdemokraterna       | 23369 (21959) | 51,69 (49,46) | 35 (32) |
| Vänsterpartiet           | 3793 (4314)   | 8,39 (9,72)   | 6 (6)   |
| Miljöpartiet de gröna    | 1439 (1173)   | 3,18 (2,64)   | 2 (2)   |
| Andere                   | 628 (112)     | 1,39 (0,25)   | 0 (0)   |

## Sehenswürdigkeiten
- In Richtung des Naherholungsgebiets Rovön steht die längste, älteste noch benutzte Holzbrücke Schwedens.
- In Varuträsk zwischen Skellefteå und Boliden gibt es einen Mineralpark mit Ausstellungen und Führungen zum Thema Bergbau.
- Bjuröklubb: Ein Naturreservat, das auch archäologische Lehrpfade umfasst.
- Das Kraftwerksmuseum in Finnfors am Skellefte älv zeigt die Technik des ersten Kraftwerkes in Skellefteå.

## Söhne und Töchter der Gemeinde
- Per Olov Enquist (1934–2020), Schriftsteller und Journalist
- Stieg Larsson (1954–2004), Schriftsteller und Journalist
- Marianne Berglund (* 1963), Radsportlerin
- Marie Lindgren (* 1970), Freestyle-Skierin
- Hanna Marklund (* 1977), Fußballspielerin und Sportkommentatorin